# Tanji
Tanji – miasto w Gambii, w dywizji Western Division.